# Xã Raber, Michigan
Xã Raber (tiếng Anh: Raber Township) là một xã thuộc quận Chippewa, tiểu bang Michigan, Hoa Kỳ. Năm 2010, dân số của xã này là 647 người.